# ヒズル・ホージャ
ヒズル・ホージャ（? - 1403年?）は、東チャガタイ・ハン国（モグーリスタン・ハン国）の君主（在位1389年? - 1403年?）。
『明史』などの漢語史料では「黒的児火者」と表記される。トゥグルク・ティムールの子で、イリヤース・ホージャの弟。
ドゥグラト部のカマルッディーンによってイリヤース・ホージャが暗殺された後、イリヤース・ホージャの兄弟ヒズル・ホージャはイリ川谷から離れてウイグルスタンに移り、トルファンで再起を図った。
1389年のティムールのモグーリスタン遠征ではカマルッディーンだけでなくウイグルスタンのヒズル・ホージャも攻撃を受け、敗れたヒズル・ホージャはゴビ砂漠に逃走した。1390年にカマルッディーンは消息を絶ち、ヒズル・ホージャはドグラト部の当主ホダーイダードの助けを得てハンに即位する。即位から間も無く、ティムールと講和した。
1397年春、ティムール朝に留められていた息子のシャムイ・ジャハーンがモグーリスタンに送り返され、ティムールからヒズル・ホージャの娘テュケル（トゥカル）との結婚が提案された。ティムールとトゥカル・ハーヌムの婚姻が成立すると両国は講和し、同年11月にトゥカル・ハーヌムはティムールの元へ到着した。